# دیزه، شرور
دیزه (به ترکی آذربایجانی: Dizə) یک روستا و بخش در جمهوری آذربایجان است که در شهرستان شرور واقع شده‌است. دیزه ۱٬۷۹۱ نفر جمعیت دارد.
واژه دیزه فارسی و به معنی دژ کوچک است.